# 481-es főút (Magyarország)
A 481-es számú főút Magyarországon 2017-ben épült főút, amely Debrecen déli elkerülője, és a 47-es főutat köti össze az M35-ös autópályával, ezzel gyors elérést biztosít a 4-es főúthoz.

## Története
A 47-es főútről Szeged felől érkezvén korábban mindenképpen be kellett menni Debrecen belvárosába, ennek elkerülése érdekében vált szükségessé egy olyan út, amely segítségével ebből az irányból is el lehet kerülni a várost.     